# Monkey Business (czeski zespół muzyczny)
Monkey Business – czeski zespół muzyczny wykonujący muzykę pop i funk, będący projektem multiinstrumentalisty i producenta Romana Holego, założony w 1999 r. Zespół działa do dzisiaj.

## Skład
- Matěj Ruppert – śpiew
- Tonya Graves – śpiew
- Roman Holý – klawisze, śpiew
- Ondřej Brousek – klawisze
- Pavel Mrázek – bas
- Oldřich Krejčoves – gitara
- Martin Houdek – perkusja

## Dyskografia

### Albumy
- 2000 – Why Be IN When You Could Be OUT (Sony Music/Bonton/Columbia)
- 2001 – Why Be OUT When You Could Be IN (Sony Music/Bonton/Columbia) – remiksy
- 2001 – Save The Robots (Sony Music/Bonton/Columbia)
- 2003 – Resistance Is Futile (Sony Music/Bonton/Columbia)
- 2005 – Kiss Me On My Ego (Sony Music/Columbia)
- 2007 – Objects Of Desire And Other Complications (Devil Inside Music Records/Columbia)
- 2009 – Twilight Of Jesters?
- 2013 – Happiness Of Postmodern Age
- 2015 – Sex and sport? Never!

### DVD
- 2004 – Lazy Youth Old Beggars – 4 DVD
- 2007 – Peeing With The Proletariat

### Single
- 2001 – Monkey Business (Sony Music/Bonton/Special Products/Ballantine's)